# Åman

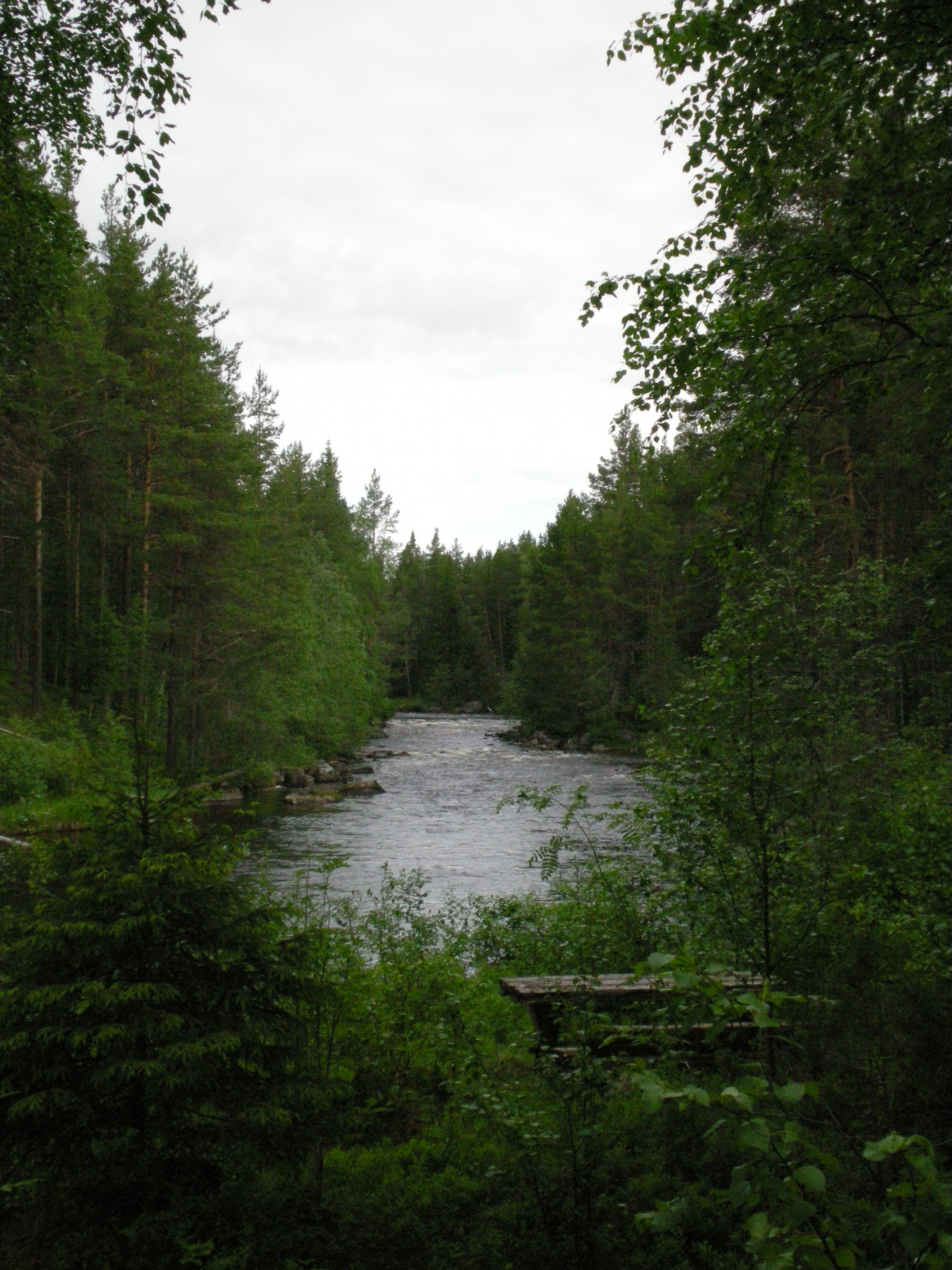
Åman nära utflödet i Åmsele.

Åman är en skogsälv i Västerbotten och är tredje största biflöde till Vindelälven. Dess längd är cirka 80 kilometer och flodområdet är mycket rikt på sjöar. Åman mynnar i Vindelälven strax norr om Åmsele.